# 도쿄 미드타운 히비야
도쿄 미드타운 히비야(일본어: 東京ミッドタウン日比谷)는 일본 도쿄에 위치한 마천루다.

## 같이 보기
- 일본의 건축물 및 구조물 목록
- 도쿄의 건축물 및 구조물 목록